# Svetovno prvenstvo v atletiki 2019
Svetovno prvenstvo v atletiki 2019 je bilo 17. svetovno prvenstvo v atletiki, ki je potekalo med 27. septembrom in 6. oktobrom 2019 na Mednarodnem stadionu Kalifa v Dohu. Udeležilo se ga je 1972 atletov iz 209-ih držav, ki so tekmovali v 49-ih disciplinah. Najuspešnejša država na prvenstvu je ZDA s štirinajstimi zlatimi medaljami. Prvič je potekala mešana štafeta 4x100 m.

## Dobitniki medalj

### Tekaške discipline
| Disciplina          | Zlato | Zlato          | Srebro                                                                                        | Srebro      | Bron                                                                                          | Bron       |
| 100 m               | Christian Coleman (USA)                                                                                            | 9,76 WL        | Justin Gatlin (USA)                                                                           | 9,89        | Andre De Grasse (CAN)                                                                         | 9,90 PB    |
| 200 m               | Noah Lyles (USA)                                                                                                   | 19,83          | Andre De Grasse (CAN)                                                                         | 19,95       | Álex Quiñónez (ECU)                                                                           | 19,98      |
| 400 m               | Steven Gardiner (BAH)                                                                                              | 43,48 NR       | Anthony Zambrano (COL)                                                                        | 44,15 AR    | Fred Kerley (USA)                                                                             | 44,17      |
| 800 m               | Donavan Brazier (USA)                                                                                              | 1:42,34 CR, AR | Amel Tuka (BIH)                                                                               | 1:43,47 SB  | Ferguson Cheruiyot Rotich (KEN)                                                               | 1:43,82    |
| 1500 m              | Timothy Cheruiyot (KEN)                                                                                            | 3:29,26        | Taoufik Makhloufi (ALG)                                                                       | 3:31,38 SB  | Marcin Lewandowski (POL)                                                                      | 3:31,46 NR |
| 5000 m              | Muktar Edris (ETH)                                                                                                 | 12:58.85 SB    | Selemon Barega (ETH)                                                                          | 12:59.70    | Mohamed Ahmed (CAN)                                                                           | 13:01.11   |
| 10000 m             | Joshua Cheptegei (UGA)                                                                                             | 26:48.36 WL    | Yomif Kejelcha (ETH)                                                                          | 26:49.34 PB | Rhonex Kipruto (KEN)                                                                          | 26:50.32   |
| Maraton             | Lelisa Desisa (ETH)                                                                                                | 2:10:40 SB     | Mosinet Geremew (ETH)                                                                         | 2:10:44     | Amos Kipruto (KEN)                                                                            | 2:10:51    |
| 110 m ovire         | Grant Holloway (USA)                                                                                               | 13.10          | Sergej Šubenkov (ANA)                                                                         | 13.15       | Pascal Martinot-Lagarde (FRA) Orlando Ortega (ESP)                                            | 13,1813,30 |
| 400 m ovire         | Karsten Warholm (NOR)                                                                                              | 47,42          | Rai Benjamin (USA)                                                                            | 47,66       | Abderrahman Samba (QAT)                                                                       | 48,03      |
| 3000 m zapreke      | Conseslus Kipruto (KEN)                                                                                            | 8:01,35 WL     | Lamecha Girma (ETH)                                                                           | 8:01,36 NR  | Soufiane El Bakkali (MAR)                                                                     | 8:03,76 SB |
| Hitra hoja na 20 km | Tošikazu Jamaniši (JPN)                                                                                            | 1:26,34        | Vasilij Mizinov (ANA)                                                                         | 1:26,49     | Perseus Karlström (SWE)                                                                       | 1:27,00    |
| Hitra hoja na 50 km | Jusuke Suzuki (JPN)                                                                                                | 4:04,20        | João Vieira (POR)                                                                             | 4:04,59     | Evan Dunfee (CAN)                                                                             | 4:05,02    |
| Štafeta 4x100 m     | ZDA · Christian Coleman · Justin Gatlin · Mike Rodgers · Noah Lyles · Cravon Gillespie                             | 37,10 WL       | Združeno kraljestvo · Adam Gemili · Zharnel Hughes · Richard Kilty · Nethaneel Mitchell-Blake | 37,36 AR    | Japonska · Šuhei Tada · Kirara Širaiši · Jošihide Kirju · Abdul Hakim Sani Brown · Juki Koike | 37,43 AR   |
| Štafeta 4x400 m     | ZDA · Fred Kerley · Michael Cherry · Wil London · Rai Benjamin · Tyrell Richard · Vernon Norwood · Nathan Strother | 2:56,69 WL     | Jamajka · Akeem Bloomfield · Nathon Allen · Terry Thomas · Demish Gaye · Javon Francis        | 2:57,90 SB  | Belgija · Jonathan Sacoor · Robin Vanderbemden · Dylan Borlée · Kevin Borlée · Julien Watrin  | 2:58,78 SB |

### Tehnične discipline
| Disciplina     | Zlato                    | Zlato         | Srebro                 | Srebro     | Bron                                      | Bron            |
| Skok v višino  | Mutaz Essa Barshim (QAT) | 2,37 m WL     | Mihail Akimenko (ANA)  | 2,35 m PB  | Ilja Ivanjuk (ANA)                        | 2,35 m PB       |
| Skok ob palici | Sam Kendricks (USA)      | 5,97 m        | Armand Duplantis (SWE) | 5,97 m     | Piotr Lisek (POL)                         | 5,87 m          |
| Skok v daljino | Tajay Gayle (JAM)        | 8,69 m WL, NR | Jeff Henderson (USA)   | 8,39 m SB  | Juan Miguel Echevarría (CUB)              | 8,34 m          |
| Troskok        | Christian Taylor (USA)   | 17,92 m SB    | Will Claye (USA)       | 17,74 m    | Hugues Fabrice Zango (BUR)                | 17,66 m AR      |
| Suvanje krogle | Joe Kovacs (USA)         | 22,91 m CR    | Ryan Crouser (USA)     | 22,90 m PB | Thomas Walsh (NZL)                        | 22,90 m AR      |
| Met diska      | Daniel Ståhl (SWE)       | 67,59 m       | Fedrick Dacres (JAM)   | 66,94 m    | Lukas Weißhaidinger (AUT)                 | 66,82 m         |
| Met kopja      | Anderson Peters (GRN)    | 86,89 m       | Magnus Kirt (EST)      | 86,21 m    | Johannes Vetter (GER)                     | 85,37 m         |
| Met kladiva    | Paweł Fajdek (POL)       | 80.50 m       | Quentin Bigot (FRA)    | 78.19 m SB | Bence Halász (HUN) Wojciech Nowicki (POL) | 78,18 m 77,69 m |
| Deseteroboj    | Niklas Kaul (GER)        | 8691 PB       | Maicel Uibo (EST)      | 8604 PB    | Damian Warner (CAN)                       | 8529            |

## Dobitnice medalj

### Tekaške discipline
| Disciplina          | Zlato | Zlato          | Srebro | Srebro      | Bron | Bron        |
| 100 m               | Shelly-Ann Fraser-Pryce (JAM) | 10,71 WL       | Dina Asher-Smith (GBR) | 10,83 NR    | Marie-Josée Ta Lou (CIV)                                                                                    | 10,90       |
| 200 m               | Dina Asher-Smith (GBR) | 21,88 NR       | Brittany Brown (USA) | 22,.22 PB   | Mujinga Kambundji (SUI)                                                                                     | 22,51       |
| 400 m               | Salwa Eid Naser (BHR) | 48,14 AR, WL   | Shaunae Miller-Uibo (BAH) | 48,37 AR    | Shericka Jackson (JAM)                                                                                      | 49,47 PB    |
| 800 m               | Halimah Nakaayi (UGA) | 1:58,04 NR     | Raevyn Rogers (USA) | 1:58,18 SB  | Ajeé Wilson (USA)                                                                                           | 1:58,84     |
| 1500 m              | Sifan Hassan (NED) | 3:51,95 CR, AR | Faith Kipyegon (KEN) | 3:54,22 NR  | Gudaf Tsegay (ETH)                                                                                          | 3:54,38 PB  |
| 5000 m              | Hellen Obiri (KEN) | 14:26,72 CR    | Margaret Chelimo Kipkemboi (KEN)                                                                                              | 14:27,49 PB | Konstanze Klosterhalfen (GER)                                                                               | 14:28,43    |
| 10000 m             | Sifan Hassan (NED) | 30:17,62 WL    | Letesenbet Gidey (ETH) | 30:21,23 PB | Agnes Jebet Tirop (KEN)                                                                                     | 30:25,20 PB |
| Maraton             | Ruth Chepngetich (KEN) | 2:32,43        | Rose Chelimo (BHR) | 2:33,46     | Helalia Johannes (NAM)                                                                                      | 2:34,15     |
| 100 m ovire         | Nia Ali (USA) | 12,34 PB       | Kendra Harrison (USA) | 12,46       | Danielle Williams (JAM)                                                                                     | 12,47       |
| 400 m ovire         | Dalilah Muhammad (USA) | 52,16 WR       | Sydney McLaughlin (USA) | 52,23 PB    | Rushell Clayton (JAM)                                                                                       | 53,74 PB    |
| 3000 m zapreke      | Beatrice Chepkoech (KEN) | 8:57,84 CR     | Emma Coburn (USA) | 9:02,35 PB  | Gesa Felicitas Krause (GER)                                                                                 | 9:03,30 NR  |
| Hitra hoja na 20 km | Liu Hong (CHN) | 1:32,53        | Qieyang Shenjie (CHN) | 1:33,10     | Yang Liujing (CHN)                                                                                          | 1:33,17     |
| Hitra hoja na 50 km | Liang Rui (CHN) | 4:23,26        | Li Maocuo (CHN) | 4:26,40     | Eleonora Giorgi (ITA)                                                                                       | 4:29,13     |
| Štafeta 4x100 m     | Jamajka · Natalliah Whyte · Shelly-Ann Fraser-Pryce · Jonielle Smith · Shericka Jackson · Natasha Morrison                                        | 41.44 WL       | Združeno kraljestvo · Asha Philip · Dina Asher-Smith · Ashleigh Nelson · Daryll Neita · Imani-Lara Lansiquot                  | 41.85 SB    | ZDA · Dezerea Bryant · Teahna Daniels · Morolake Akinosun · Kiara Parker                                    | 42.10 SB    |
| Štafeta 4x400 m     | ZDA · Phyllis Francis · Sydney McLaughlin · Dalilah Muhammad · Wadeline Jonathas · Jessica Beard · Allyson Felix · Kendall Ellis · Courtney Okolo | 3:18.92 WL     | Poljska · Iga Baumgart-Witan · Patrycja Wyciszkiewicz · Małgorzata Hołub-Kowalik · Justyna Święty-Ersetic · Anna Kiełbasińska | 3:21.89 NR  | Jamajka · Anastasia Le-Roy · Tiffany James · Stephenie Ann McPherson · Shericka Jackson · Roneisha McGregor | 3:22.37 SB  |

### Tehnične discipline
| Disciplina     | Zlato                           | Zlato         | Srebro                    | Srebro       | Bron                      | Bron      |
| Skok v višino  | Marija Lasickene (ANA)          | 2,04 m        | Jaroslava Magučih (UKR)   | 2,04 m WU20R | Vashti Cunningham (USA)   | 2,00 m PB |
| Skok ob palici | Anželika Sidorova (ANA)         | 4,95 m WL, PB | Sandi Morris (USA)        | 4,90 m       | Katerina Stefanidi (GRE)  | 4,85 m    |
| Skok v daljino | Malaika Mihambo (GER)           | 7,30 m WL, PB | Marina Beh-Romančuk (UKR) | 6,92 m SB    | Ese Brume (NGR)           | 6,91 m    |
| Troskok        | Yulimar Rojas (VEN)             | 15,37 m       | Shanieka Ricketts (JAM)   | 14,92 m      | Caterine Ibargüen (COL)   | 14,73 m   |
| Suvanje krogle | Gong Lijiao (CHN)               | 19,55 m       | Danniel Thomas-Dodd (JAM) | 19,47 m      | Christina Schwanitz (GER) | 19,17 m   |
| Met diska      | Yaime Pérez (CUB)               | 69,17 m       | Denia Caballero (CUB)     | 68,44 m      | Sandra Perković (CRO)     | 66,72 m   |
| Met kladiva    | DeAnna Price (USA)              | 77,54 m       | Joanna Fiodorow (POL)     | 76,35 m PB   | Wang Zheng (CHN)          | 74,76 m   |
| Met kopja      | Kelsey-Lee Barber (AUS)         | 66,56 m       | Liu Shiying (CHN)         | 65,88 m SB   | Lü Huihui (CHN)           | 65,49 m   |
| Sedmeroboj     | Katarina Johnson-Thompson (GBR) | 6981 WL, NR   | Nafissatou Thiam (BEL)    | 6677         | Verena Preiner (AUT)      | 6560      |

## Mešane discipline
| Event           | Zlato | Zlato      | Srebro                                                                                       | Srebro     | Bron                                                                        | Bron       |
| Štafeta 4x100 m | ZDA · Wil London · Allyson Felix · Courtney Okolo · Michael Cherry · Tyrell Richard · Jessica Beard · Jasmine Blocker · Obi Igbokwe | 3:09.34 WR | Jamajka · Nathon Allen · Roneisha McGregor · Tiffany James · Javon Francis · Janieve Russell | 3:11.78 NR | Bahrajn · Musa Isah · Aminat Jamal · Salwa Eid Naser · Abbas Abubakar Abbas | 3:11.82 AR |

## Medalje po državah
*   Država gostiteljica ( Katar)
| Poz.       | Država                       | Zlato | Srebro | Bron | Skupaj |
| ---------- | ---------------------------- | ----- | ------ | ---- | ------ |
| 1          | ZDA                          | 14    | 11     | 4    | 29     |
| 2          | Kenija                       | 5     | 2      | 4    | 11     |
| 3          | Jamajka                      | 3     | 5      | 4    | 12     |
| 4          | Kitajska                     | 3     | 3      | 3    | 9      |
| 5          | Etiopija                     | 2     | 5      | 1    | 8      |
| –          | Potrjeni nevtralni športniki | 2     | 3      | 1    | 6      |
| 6          | Združeno kraljestvo          | 2     | 3      | 0    | 5      |
| 7          | Nemčija                      | 2     | 0      | 4    | 6      |
| 8          | Japonska                     | 2     | 0      | 1    | 3      |
| 9          | Uganda                       | 2     | 0      | 0    | 2      |
| 9          | Nizozemska                   | 2     | 0      | 0    | 2      |
| 11         | Poljska                      | 1     | 2      | 3    | 6      |
| 12         | Kuba                         | 1     | 1      | 1    | 3      |
| 12         | Švedska                      | 1     | 1      | 1    | 3      |
| 12         | Bahrajn                      | 1     | 1      | 1    | 3      |
| 15         | Bahami                       | 1     | 1      | 0    | 2      |
| 16         | Katar*                       | 1     | 0      | 1    | 2      |
| 17         | Venezuela                    | 1     | 0      | 0    | 1      |
| 17         | Norveška                     | 1     | 0      | 0    | 1      |
| 17         | Grenada                      | 1     | 0      | 0    | 1      |
| 17         | Avstralija                   | 1     | 0      | 0    | 1      |
| 21         | Ukrajina                     | 0     | 2      | 0    | 2      |
| 21         | Estonija                     | 0     | 2      | 0    | 2      |
| 23         | Kanada                       | 0     | 1      | 4    | 5      |
| 24         | Kolumbija                    | 0     | 1      | 1    | 2      |
| 24         | Belgija                      | 0     | 1      | 1    | 2      |
| 24         | Francija                     | 0     | 1      | 1    | 2      |
| 27         | Bosna in Hercegovina         | 0     | 1      | 0    | 1      |
| 27         | Portugalska                  | 0     | 1      | 0    | 1      |
| 27         | Alžirija                     | 0     | 1      | 0    | 1      |
| 30         | Avstrija                     | 0     | 0      | 2    | 2      |
| 31         | Italija                      | 0     | 0      | 1    | 1      |
| 31         | Namibija                     | 0     | 0      | 1    | 1      |
| 31         | Burkina Faso                 | 0     | 0      | 1    | 1      |
| 31         | Grčija                       | 0     | 0      | 1    | 1      |
| 31         | Švica                        | 0     | 0      | 1    | 1      |
| 31         | Nigerija                     | 0     | 0      | 1    | 1      |
| 31         | Ekvador                      | 0     | 0      | 1    | 1      |
| 31         | Slonokoščena obala           | 0     | 0      | 1    | 1      |
| 31         | Maroko                       | 0     | 0      | 1    | 1      |
| 31         | Nova Zelandija               | 0     | 0      | 1    | 1      |
| 31         | Španija                      | 0     | 0      | 1    | 1      |
| 31         | Madžarska                    | 0     | 0      | 1    | 1      |
| 31         | Hrvaška                      | 0     | 0      | 1    | 1      |
| Skupaj: 43 | Skupaj: 43                   | 49    | 49     | 51   | 149    |

## Sodelujoče države
- Afganistan (1)
- Albanija (1)
- Alžirija (6)
- Ameriška Samoa (1)
- Andora (1)
- Angola (1)
- Angvila (1)
- Antigva in Barbuda (1)
- Argentina (3)
- Armenija (1)
- Atletska begunska ekipa (6)
- Aruba (1)
- Avstralija (59)
- Avstrija (4)
- Potrjeni nevtralni športniki (30)
- Azerbajdžan (4)
- Bahami (9)
- Bahrajn (21)
- Bangladeš (1)
- Barbados (4)
- Belorusija (28)
- Belgija (28)
- Bermuda (1)
- Benin (1)
- Belize (1)
- Butan (1)
- Bolivija (1)
- Bosna in Hercegovina (3)
- Bocvana (13)
- Brazilija (43)
- Britanski Deviški otoki (3)
- Brunej (1)
- Bolgarija (7)
- Burkina Faso (3)
- Burundi (4)
- Kambodža (1)
- Kamerun (2)
- Kanada (52)
- Zelenortski otoki (1)
- Kajmanji otoki (1)
- Srednjeafriška republika (1)
- Čad (1)
- Čile (2)
- Kitajska (69)
- Kitajski Tajpej (5)
- Kongo (2)
- Kolumbija (16)
- Komori (1)
- Cookovi otoki (1)
- Kostarika (4)
- Hrvaška (9)
- Kuba (17)
- Ciper (4)
- Češka (23)
- DR Kongo (1)
- Danska (9)
- Džibuti (4)
- Dominika (1)
- Dominikanska republika (2)
- Ekvador (11)
- Egipt (5)
- Salvador (1)
- Ekvatorialna Gvineja (1)
- Eritreja (7)
- Estonija (9)
- Esvatini (2)
- Etiopija (37)
- Fidži (1)
- Finska (22)
- Francija (60)
- Francoska Polinezija (1)
- Združene države Mikronezije (1)
- Gabon (1)
- Gambija (2)
- Gruzija (1)
- Nemčija (75)
- Gana (10)
- Gibraltar (1)
- Združeno kraljestvo (77)
- Grčija (16)
- Grenada (4)
- Gvam (1)
- Gvatemala (5)
- Gvineja (1)
- Gvineja Bissau (1)
- Gvajana (3)
- Haiti (1)
- Honduras (1)
- Hongkong (1)
- Madžarska (17)
- Islandija (1)
- Indija (26)
- Indonezija (2)
- Iran (3)
- Irak (1)
- Irska (8)
- Izrael (6)
- Italija (66)
- Slonokoščena obala (3)
- Jamajka (55)
- Japonska (55)
- Jordanija (1)
- Kazahstan (8)
- Kenija (54)
- Kiribati (1)
- Kosovo (1)
- Kuvajt (2)
- Kirgizistan (2)
- Laos (1)
- Latvija (11)
- Libanon (1)
- Lesoto (1)
- Liberija (1)
- Litva (11)
- Luksemburg (1)
- Makav (1)
- Madagaskar (1)
- Malezija (1)
- Malavi (1)
- Maldivi (1)
- Mali (1)
- Malta (1)
- Marshallovi otoki (1)
- Mavretanija (1)
- Mavricij (1)
- Mehika (11)
- Moldavija (4)
- Monako (1)
- Mongolija (4)
- Črna gora (2)
- Maroko (17)
- Mozambik (1)
- Mjanmar (1)
- Namibija (2)
- Nauru (1)
- Nepal (1)
- Nizozemska (30)
- Nova Zelandija (13)
- Nikaragva (1)
- Niger (2)
- Nigerija (25)
- Severna Koreja (3)
- Makedonija (1)
- Severni Marianski otoki (1)
- Norveška (17)
- Oman (1)
- Palav (1)
- Pakistan (1)
- Palestina (1)
- Panama (2)
- Papua Nova Gvineja (1)
- Paragvaj (1)
- Peru (3)
- Filipini (1)
- Poljska (46)
- Portugalska (15)
- Portoriko (4)
- Katar (18)
- Romunija (10)
- Ruanda (2)
- Saint Kitts in Nevis (1)
- Saint Lucia (1)
- Sveti Vincencij in Grenadine (1)
- Samoa (2)
- San Marino (1)
- Sveti Tomaž in Princ (1)
- Saudova Arabija (3)
- Senegal (1)
- Srbija (3)
- Sejšeli (1)
- Sierra Leone (1)
- Singapur (1)
- Slovaška (5)
- Slovenija (7)
- Salomonovi otoki (1)
- Somalija (1)
- Južna Afrika (30)
- Južna Koreja (4)
- Južni Sudan (1)
- Španija (40)
- Šrilanka (1)
- Sudan (1)
- Surinam (1)
- Švedska (24)
- Švica (21)
- Sirija (1)
- Tadžikistan (2)
- Tanzanija (4)
- Tajska (1)
- Vzhodni Timor (1)
- Togo (1)
- Tonga (1)
- Trinidad in Tobago (15)
- Tunizija (5)
- Turčija (20)
- Turkmenistan (1)
- Otoki Turks in Caicos (1)
- Uganda (22)
- Ukrajina (48)
- Združeni arabski emirati (1)
- ZDA (159)
- Urugvaj (4)
- Ameriški Deviški otoki (1)
- Uzbekistan (6)
- Vanuatu (1)
- Venezuela (8)
- Vietnam (1)
- Jemen (1)
- Zambija (2)
- Zimbabve (4)